# Ueli Gruner
Ulrich «Ueli» Emanuel Gruner (* 20. März 1950 in Basel) ist ein Schweizer Geologe und Nachkomme der alten Berner Familie Gruner.

## Leben und Wirken

### Ausbildung und frühe Jahre
Ueli Gruner, ist der Sohn von Erich Gruner und Dorothea Burckhardt, einer Tochter von Paul Burckhardt (1880–1961), und ist das zweite von vier Geschwistern. 1962 zog die Familie nach Wabern bei Bern, nachdem sein Vater als Professor an die Universität Bern berufen worden war.
In Bern trat Gruner dem Pfadicorps Patria bei und war sportlich aktiv: als Mittelstreckenläufer beim Leichtathletikverein Gymnastische Gesellschaft Bern. und später als Orientierungsläufer und nahm über 20 mal am Grand Prix von Bern teil. Er unternahm ausgedehnte Langstreckenwanderungen, etwa von Konolfingen bis ans Mittelmeer nach Savona oder bis La Rochelle an den Atlantik. Zudem engagierte er sich für traditionelle Schweizer Outdoor-Aktivitäten; war 2013 Leiter der Jury bei einem „Schifere“-Wettbewerb am Oeschinensee tätig und konnte beim Testlauf des OK-Präsidenten ein beachtliches Ergebnis von 14 Hüpfern auf 40 Metern melden.
Am Berner Städtischen Gymnasium Kirchenfeld legte Gruner 1969 die Maturitätsprüfung Typus B und nahm 1970 das Geologiestudium an der Universität Bern auf. In seiner Dissertation untersuchte er die Entstehung von Brekzien (konglomeratartigen Gesteinen) in verschiedenen geologischen Gebieten des Kantons Graubünden. Zwei Monate lang war er als Geologe Grönlands unterwegs, wo er gemeinsam mit einem Forscherteam im Auftrag des dänischen Staates nach unentdeckten Erzvorkommen suchte.

### Berufliche Laufbahn
Ab 1980 war Gruner bei der Berner Geologiefirma Kellerhals + Haefeli AG tätig. Er war an zahlreichen teils bedeutenden, von Peter Kellerhals geleiteten geologischen Projekten beteiligt. Sei es bei den Hydrogeologieberichten für den Kanton Bern (zusammen mit Charles Haefeli), sei es beim Nationalstrassenbau der N16 im Jura, an der N1 oder auch an der N8 im Berner Oberland, sei es bei Projekten im Kraftwerkbau. Er war insbesondere an der Beurteilung von Naturgefahren beteiligt, einem für Gruner prägenden Tätigkeitsfeld. Schon früh spezialisierte er sich auf Naturgefahren, insbesondere auf Sturzprozesse und Rutschungen. Über viele Jahre hinweg war Gruner Mitinhaber der Mitarbeiteraktiengesellschaft, Geschäftsführer und Verwaltungsrat des Unternehmens bis zu seiner Pensionierung im Jahr 2015.
Seit der Gründung 1998 war Gruner Mitglied des Schweizer Geologen Verbands CHGeol. Als Präsident der Standeskommission von CHGeol war er massgeblich an der Beurteilung von Standesfragen und der Sicherung der beruflichen Ethik der Mitglieder beteiligt.
Gruner war über viele Jahre Mitglied der Arbeitsgruppe Naturgefahren (AGN) der Schweizerischen Fachgruppe für Ingenieurgeologie (SFIG). Die AGN ist eine schweizweite Arbeitsgruppe, die sich mit Empfehlungen, Richtlinien und Stellungnahmen zu Naturgefahren befasst und eng mit anderen Organisationen wie CH Geol und den Fachleuten Naturgefahren (FAN) zusammenarbeitet.
In dieser Funktion wirkte er an der Ausarbeitung von Empfehlungen und Richtlinien zur Beurteilung von Naturgefahren mit, beteiligte sich an Fachprojekten – etwa zur Verbesserung der Beurteilung von Hangmuren – und unterstützte die Qualitätssicherung bei Gutachten. Seine Mitarbeit erstreckte sich mindestens von den frühen 2000er-Jahren bis nach 2018.
Gruner wirkte ausserdem an der Ausarbeitung von Kursunterlagen der Fachleute Naturgefahren (FAN) mit, einem schweizweiten beruflichen Netzwerk, das den Erfahrungsaustausch zwischen Praxis, Forschung und Fachbehörden im Bereich gravitativer Naturgefahren fördert und sich insbesondere der Weiterbildung sowie der Vermittlung neuer Forschungsergebnisse widmet, wie etwa beim Herbstkurs 2019 zum Thema „Umgang mit spontanen Rutschungen und Hangmuren“.
Die Arbeitsgruppe „Hydrogeologie und Rutschungen“ wurde im Jahr 2000 am Laboratoire de géologie de l’ingénieur et de l’environnement der Ecole polytechnique fédérale de Lausanne (EPFL) gegründet. Nach vier Jahren Arbeit wurde diese Arbeitsgruppe vom Bundesamt für Umwelt (BAFU) beauftragt, die Ergebnisse in einem Leitfaden zu veröffentlichen, der 2010 erschien und in dem Gruner eine Fallstudie veröffentlichte.
Gruner lebte mit seiner Familie zwischen 1991 und 1992 für ein Jahr in der Toskana. Nach seiner Rückkehr in die Schweiz setzte er die Arbeit im Büro Kellerhals + Haefeli AG fort. Ab 1997 war er dort bis zu seiner Teilpensionierung 2015 Geschäftsleiter. Gruner etablierte sich als Spezialist für Naturgefahren. Er war nach Naturkatastrophen wie dem Bergsturz am Piz Cengalo ein gefragter Experte und trug wesentlich zur Risikobewertung und Gefahrenabwehr bei. Zu seinen wichtigsten Aufgaben zählte etwa die Sicherung einer Felsmasse am Chapf (s. Grimselpass#Geschichte) im Haslital mit zwei gross angelegten Sprengungen, die nachweislich zu den grössten Sicherungssprengungen der Schweiz zu zählen sind.
Auch bei der Planung des Berner Bärenparks war sein geologischer Rat gefragt, wobei er sich später kritisch zu unterlassenen Sondierbohrungen äusserte, die zu erheblichen Mehrkosten führten.
Gruner prägte als Geschäftsführer von Kellerhals + Haefeli AG die Ausrichtung und das Profil des Unternehmens wesentlich. Während seiner langjährigen Leitung war er massgeblich daran beteiligt, das Büro als führende Adresse für Ingenieurgeologie und insbesondere für die Beurteilung und das Management von Naturgefahren in der Schweiz zu etablieren.
Wie Bewegungen an Hängen, Felswänden und Bauwerken präzise und berührungslos überwacht werden können, stellte Gruner an einem Kolloquium 2018 vor. Mit der Radarinterferometrie, einem modernen Messverfahren, werden Radarwellen ausgesendet und deren Reflexionen über die Zeit analysiert, um selbst kleinste Verschiebungen im Millimeterbereich zu erkennen. Dieses Verfahren eignet sich besonders für schwer zugängliche oder gefährdete Gebiete und ermöglicht eine kontinuierliche Überwachung auch unter schwierigen Bedingungen. Durch den frühzeitigen Nachweis von Instabilitäten wird das Naturgefahrenmanagement sowie die Planung gezielter Schutzmassnahmen unterstützt, wodurch Sicherheit und Risikoprävention deutlich verbessert werden.
Auch nach seiner Pensionierung blieb er beruflich aktiv und ist weiterhin als Spezialist für Naturgefahren tätig, unter anderem in verschiedenen schweizerischen Fachgruppen. Gruner war als Spezialist für Naturgefahren in verschiedenen schweizerischen Fachgruppen aktiv, darunter die Expertengruppe für Hydrogeologie und Rutschungen, die Arbeitsgruppe Naturgefahren des Kantons Bern sowie als Präsident der Standeskommission der Schweizerischen Gesellschaft für Ingenieurgeologie. Zudem wirkte er an Empfehlungen und Qualitätsstandards im Bereich Naturgefahren mit.

### Lehrtätigkeit
Gruner war von 2014 bis 2020 Lehrbeauftragter für Ingenieurgeologie und Naturgefahren am Institut für Geologie der Universität Bern.

### Kolumnist für die Zeitung Der Bund
Gruner war in den 1990er Jahren ein prägender Kolumnist der Berner Tageszeitung Der Bund. In der Rubrik „Berner Alltag“ (1996 bis 1999) widmete er sich grossen Themen des Lebens in Bern.

## Gesellschaftliches und politisches Engagement

### Mitglied in der ParteiJunges Bernund Stadtrat
Während des Studiums trat Ueli Gruner der Partei Junges Bern bei, wo er sich unter anderem für nachhaltige Mobilität engagiert, zum Beispiel organiserite er mit einer Initiative die Gratisveloverleih der Schweiz – grüne Fahrräder der «Aktion Bärn-Velo», die ein großes Medienecho nach sich zog. Von 1982 bis zu seinem Rücktritt im Jahr 1990 war Gruner für die Partei Junges Bern im Stadtrat von Bern. Von 1983 bis 1986 war Gruner Mitglied der Geschäftsprüfungskommission (GPK) des Berner Stadtrats.
Gruners Stadtratstätigkeit von 1982 bis 1990 war geprägt von einem progressiven, zukunftsorientierten Ansatz, der ökologische Nachhaltigkeit, soziale Gerechtigkeit und politische Erneuerung miteinander verband.
Während seiner Zeit als Mitglied des Berner Stadtrats spielte Ueli Gruner eine zentrale Rolle in den politischen Auseinandersetzungen um die Zukunft der Reithalle, einem bedeutenden Treffpunkt der alternativen Jugendbewegung. In einer Phase intensiver gesellschaftlicher Debatten setzte er sich für eine Lösung ein, die eine kulturelle Nutzung der Reithalle ermöglichte und den Dialog zwischen Stadtverwaltung und Bewegung förderte.
Nach der Besetzung der Reithalle im Herbst 1987 und den darauf folgenden politischen Auseinandersetzungen spielte Gruner eine vermittelnde Rolle im Umgang mit alternativen Bewegungen in der Stadt. Im Zusammenhang mit der Räumung des alternativen Wohnprojekts Zaffaraya im November 1987 übernahm Gruner als Mitglied des Stadtrats eine zentrale Vermittlerrolle zwischen den Behörden und den Bewohnern von Zaffaraya und wirkte massgeblich an der Suche nach einer einvernehmlichen Lösung mit, wobei den Zaffaraya-Angehörigen ein neues Gelände als provisorischer Standort zugewiesen wurde, das in den folgenden Jahren weiterhin genutzt wurde.
Wie bereits bei den Gemeinderatswahlen von 1985 verzichtete Gruner auch 1995 aus beruflichen und privaten Gründen auf eine Kandidatur. Gruner kandidierte 1995 erneut auf der Freien Liste für den Nationalrat, erreichte jedoch kein Mandat.

### Gründungspräsident des Trägervereins Breitsch-Träff
Als Gründungspräsident des Trägervereins Breitsch-Träff und dessen erster Präsident bis 1983 war es ihm besonders wichtig, einen offenen, selbstverwalteten Treffpunkt für das Breitenrain-Quartier in Bern zu schaffen. Der Trägervereins Breitsch-Träff spielte Anfang der 1980er-Jahre eine zentrale Rolle in der Berner Jugend- und Quartierbewegung. Der heute als Quartiertreff Breitsch-Träff bezeichnete Quartiertreffpunkt entstand im Rahmen der damaligen Jugendbewegung als Quartierzentrum Breitsch-Träff und wurde im November 1980 eingeweiht.

### Präsident vonBern bleibt grünvon 1986 bis 1993
In der Nachfolge von Leni Robert übernahm Gruner von 1986 bis 1993 das Präsidium der Vereinigung Bern bleibt grün, die sich seit den 1970er-Jahren für den Schutz und die Förderung von Grünflächen in der Stadt Bern engagiert. Unter seiner Führung setzte die Vereinigung ihre Arbeit für den Erhalt von Parks, Freiräumen und städtischer Natur konsequent fort. Gruner prägte die Ausrichtung der Organisation, indem er verstärkt auf öffentliche Sensibilisierung, fachliche Argumentation und gezielte Einsprachen gegen Bauprojekte setzte, die Grünräume gefährdeten.

### Präsident der Stiftung Ökozentrum vom 1990 bis 1995
Im Jahr 1990 wurde Ueli Gruner vom Stiftungsrat zum Präsidenten des Ökozentrums Bern gewählt.  In den folgenden Jahren wurden wichtige neue Angebote lanciert: 1993 fand der erste Wildpflanzen-Märit statt, der seither als bedeutender Anlass zur Förderung einheimischer Pflanzen gilt, und 1994 kam die Schulstelle für Umwelterziehung hinzu, um Umweltbildung gezielt in die Schulen zu bringen. Mit diesen Initiativen prägte Gruner die inhaltliche und organisatorische Entwicklung des Ökozentrums entscheidend. Gruner war in dieser Position bis 1995 tätig.

## Privatleben
Ueli Gruner ist verheiratet und Vater von zwei Kindern. Gruner alias Näbuchräje trug am 13. Februar 1986 Schnitzelbankverse im Berner Stadtrat vor und war lange Jahre als Schnitzelbanksänger an der Berner Fasnacht unterwegs.

## Schriften (Auswahl)
- mit Hans R. Grunau: Source Rocks and the origin of natural gas in the Far East. 1978. In: Journal of Petroleum Geology. 1, 1978, 2. S. 3–55, doi:10.1111/j.1747-5457.1978.tb00609.x
- Die Jura-Breccien der Falknis-Decke und die paläogeographischen Beziehungen zu altersäquivalenten Breccien im Bündner Querschnitt. Diss. Bern. 1979. DNB 880036486
- Auf der Suche nach einem Definitivum. In: Breitsch-Traeff 1980–1982. Geschichte eines Quartierzentrums. 1984. online
- Machtvolle Verwaltung – Machtloses Parlament. In: Der Bund. 1986. online
- Die Demokratie stirbt im Parlament. Leerlauf. In: Das Magazin. 1990, 16. S. 54–56.
- Ueli Gruners Betrachtungen aus dem Bummelzug. In: Der Bund. 1992. online
- Ernüchternde Bilanz nach der ersten Halbzeit. In: Der Bund. 1994. online
- Kolumnen Berner Alltag. In: Der Bund. 1996–1999.
- Blatt 1167 Worb 1:25 000 – Erläuterungen (Atlasblatt 104). In: Bundesamt für Wasser und Geologie, Geologische Landesaufnahme (Hrsg.):  Geologischer Atlas der Schweiz. Band 104, 2001. online (PDF; 14 MB)
- mit J. P. Brasser: Behebung der Felssturzgefahr bei Innertkirchen (Grimselpassstrasse, Kanton Bern, CH) durch zwei Großsprengungen. In: Felsbau. 20, 2002, 5.
- Zweite Sicherheitssprengung am Chapf bei Innertkirchen vom 20. August 2002. In: Bulletin für angewandte Geologie. 8, 2003, 1. S. 17–25, ISSN 1420-6846, doi:10.5169/seals-224295
- Klima- und Sturzereignisse in Vergangenheit und Zukunft. In: Bulletin für angewandte Geologie. 9, 2004, 2. S. 23–37, ISSN 1420-6846, doi:10.5169/seals-224994
- Bergstürze und Klima in den Alpen – gibt es Zusammenhänge? In: Bulletin für angewandte Geologie. 11, 2006, 2. ISSN 1420-6846 doi:10.5169/seals-226166, S. 25–34.
- Bringt mehr Wärme mehr Naturgefahren? Zusammenhänge aus erdgeschichtlicher Sicht. In: Neue Zürcher Zeitung. 2006.
- Wirklich immer schlimmer? Klimaerwärmung und Naturgefahren. In: Der Bund vom 24. November 2008.
- Klimatische und meteorologische Einflüsse auf Sturzprozesse. In: 10th Congress Interpraevent. Dornbirn. In: Conference Proceedings 2, 10th Congress Interpraevent. 2008. S. 147–158.
- Rutschung Walkere, St. Stephan (BE): Beispiel einer Stabilisierung durch Drainagegräben. In: Bundesamt für Umwelt BAFU (Hrsg.): Rutschungen: Hydrogeologie und Sanierungsmethoden durch Drainage. Leitfaden. 2010. S. 101–106.
- mit Andreas Wiesmann: Radar-Interferometrie im Einsatz für die Stabilitätsüberwachung von grossflächigen Felswanden. In: Swiss Bulletin für angewandte Geologie 16, 2011, 1. ISSN 1664-1884 doi:10.5169/seals-327741,  S. 51–55.
- Velostadt Bern – ein Traum? In: Der Bund. 2012.
- Blatt 1146 Lyss 1:25 000 – Erläuterungen (Atlasblatt 76). In: Bundesamt für Landestopografie swisstopo (Hrsg.): Geologischer Atlas der Schweiz. 2012.
- Sturzereignisse in der Schweiz – eine statistische Auswerung. In: Swiss bulletin für angewandte Geologie. 17, 2012, 2. S. 63–71. online (PDF; 7,3 MB)
- Die Ur-Aare. In: Berns Aare. Haupt, Bern 2013, ISBN  978-3-258-07758-1, S. 41–53.
- mit Urs Wegmüller, Tazio Strozzi, Christian Gisler, Marc Hauser: Verschiebungsmessungen mittels Satellitenradar im Urner Reusstal oberhalb der Nord-Süd-Verkehrsachse im Zeitraum 1992–2010. In: Swiss Bulletin für angewandte Geologie. 18, 2013, ISSN 1664-1884, doi:10.5169/seals-3911532. S. 139–153.
- mit Jürg Aufranc, Max Antenen, René Schürch: Blatt 1126 Büren a. Aare 1:25 000 – Erläuterungen (Atlasblatt 109). In: Geologischer Atlas der Schweiz 2013.

- mit Cornelia Brönnimann: Felsstürze und Klimawandel – Auswertung historischer Daten aus dem Kanton Bern. In: Mitteilungen der Naturforschenden Gesellschaft in Bern, Neue Folge. Band 73, 2016, S. 135–149. online

- Drei-Seen-Land. In: Stein und Wein: Entdeckungsreisen durch die schweizerischen Rebbaugebiete. 2018.
- Radar – ein meist zuverlässiges und genaues Instrument für Felsüberwachungen. In: Radarinterferometrie für die Schweiz. Colloquium swisstopo vom 27. April 2018. online (PDF; 33 MB)
- mit Klaus Louis, Brian McArdell: Bergstürze – Begriff, Ursachen und Einflussfaktoren, Prozessauslösung, Häufigkeit, Prozesskette und Umgang mit Bergsturzproblematik (Beitrag AGN). In: Swiss Bulletin für angewandte Geologie. 23, 2018, 1, ISSN 1664-1884, doi:10.5169/seals-832388, S. 7–18.
- Peter Kellerhals 1936–2022. In: Swiss bulletin für angewandte Geologie. 27, 2022, 1. S. 107–109.
- Gürbe im Gebirge – der teuerste Wildbach der Schweiz. In: Geologische Spurensuche – 30 erdwissenschaftliche Ausflüge im Kanton Bern. 2025, S. 38–41.
- Die Kraterlandschaft Gryde – Stübleni. In: Geologische Spurensuche – 30 erdwissenschaftliche Ausflüge im Kanton Bern. 2025, S. 124–127